# Castillo de Láchar
El castillo de Láchar es un edificio situado en el municipio español de Láchar, en la provincia de Granada, comunidad autónoma de Andalucía. Los orígenes del recinto se vinculan principalmente a finales de la época nazarí; sin embargo, el actual edificio es el resultado de una reforma historicista de estilo neoárabe, diseñado según la moda que estaba en boga a finales del siglo XIX y comienzos del siglo XX. Desde 2016 es de titularidad pública, perteneciendo al Ayuntamiento de Láchar.
Ocupa la práctica totalidad de una manzana en el núcleo urbano de Láchar, comprendida entre las calles Real, Castillo, Huerta, Íllora y la plaza Picasso, a escasos 400 metros del río Genil. 

## Historia

### Orígenes
Tradicionalmente, una leyenda ha atribuido el origen del castillo de Láchar a Don Julián, gobernador visigodo de Ceuta, que habría levantado un palacete en esta zona para su hija Florinda. Sin embargo, los verdaderos orígenes del actual recinto estarían en un castillo levantado durante el siglo XV, en la época tardía del reino nazarí de Granada. El castillo de Láchar fue reconstruido después de la conquista del reino de Granada, siendo propiedad de los condes de Benalúa.

### sigloXX
El período de mayor esplendor del castillo tuvo lugar con la llegada a la localidad de Julio Quesada-Cañaveral, duque de San Pedro, a finales del siglo XIX y principios del XX. Durante aquellos años se llevó a cabo la reconstrucción del edificio utilizando el estilo neoárabe. Diversas fuentes sitúan al arquitecto Modesto Cendoya a cargo del proyecto. De los pocos elementos originales que se conservan sobresale una torre del año 1500. 
En los años en los que vivió el duque en Láchar pasaron por el palacio numerosas personalidades, entre las que destaca el rey Alfonso XIII —quien se hospedó en dicho castillo en una decena de ocasiones; el duque de San Pedro había sido amigo íntimo de su padre, Alfonso XII—, el duque de Connagaugth —hijo de la Reina Victoria— acompañado del escritor británico Sir Arthur Conan Doyle —célebre creador del detective ficticio más famoso del mundo: Sherlock Holmes—, los duques de Alba y Medinaceli, el marqués de Viana, o el afamado pintor Joaquín Sorolla. Esto se debe a que en Láchar y Trasmulas existía en aquel entonces uno de los cotos de caza de perdices, liebres y patos más importantes del sur de España.

### sigloXXI
Durante la primera década del siglo XXI fue propiedad privada de un ciudadano norteamericano llamado Donald Leroy Brown, que posteriormente lo vendió a un ciudadano de holandés que ostentaba el cargo de cónsul honorario de Guinea-Bissau, por lo que durante años ondeó la bandera de ese país africano en la fachada del castillo, junto a la de España. En 2016 el recinto fue adquirido por el Ayuntamiento de Láchar, pasando a ser de titularidad pública. Actualmente se están llevando a cabo obras de remodelación y recuperación de elementos artísticos e históricos que fueron afectados durante la modernización realizada por los anteriores propietarios.

## Disposición

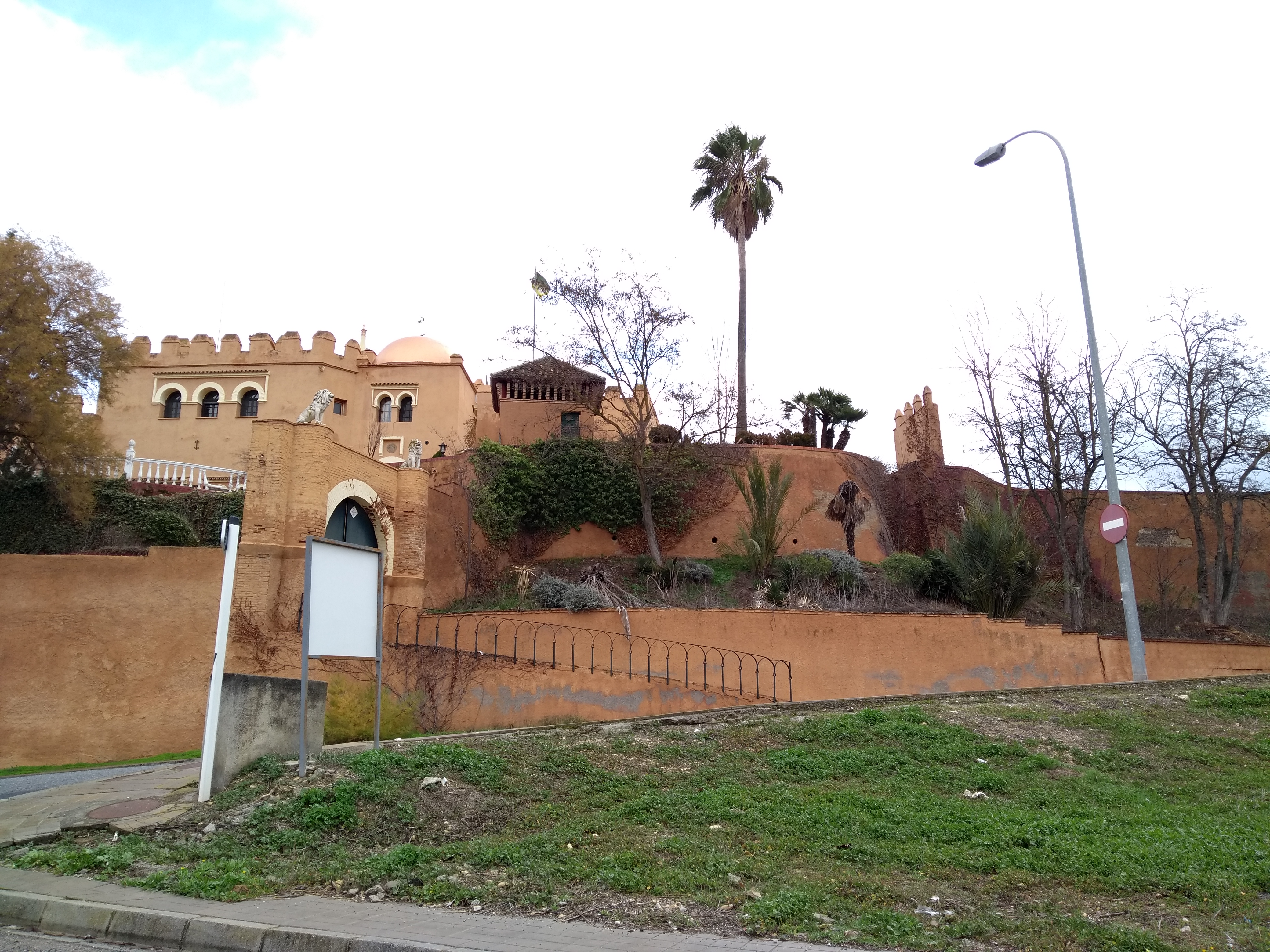
Vista general del castillo.

El área construida es de 1.750 metros cuadrados, incluyendo cuatro salones grandes equipados completamente con antigüedades de estilo arabesco. Hay seis dormitorios más las correspondientes habitaciones de los sirvientes, así como una enorme terraza en alto.

### Salas
La habitación principal —donde se hospedaba el Rey— está decorada con tapices que contienen la historia del castillo y de los señores de Láchar; dicha suite está presidida por una enorme cama de bronce.

### Jardines
El castillo se compone además de unos amplios jardines —con unos 6.300 m² de superficie—, rodeados enteramente por un muro de 4 metros de altura.

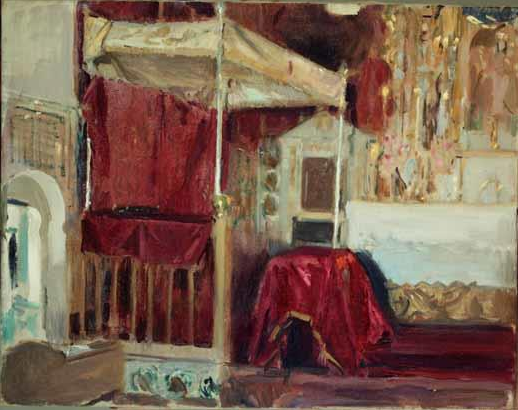
Obra Capilla de la finca de Láchar de Joaquín Sorolla, pintada en el propio castillo en 1917.

## Curiosidades
El popular pintor valenciano Joaquín Sorolla realizó en el invierno de 1917 la obra Capilla de la finca de Láchar durante su vista al castillo lachareño con motivo de una de las cacerías del Rey Alfonso XIII.